# Jagstkreis
Der Jagstkreis war einer von vier Kreisen des Landes Württemberg. Er wurde 1818 gebildet und 1924 aufgelöst. Hauptstadt des Kreises war Ellwangen (Jagst). Funktional ist er in etwa mit einem heutigen Regierungsbezirk zu vergleichen, nicht aber mit einem heutigen Landkreis.
Der Jagstkreis gliederte sich in folgende Oberämter, die ungefähr mit heutigen Landkreisen zu vergleichen sind:
| Oberamt     | Autokennzeichen | Bemerkungen          |
| ----------- | --------------- | -------------------- |
| Aalen       | III P           |                      |
| Crailsheim  | III P           |                      |
| Ellwangen   | III P           |                      |
| Gaildorf    | III P           |                      |
| Gerabronn   | III P           | bis 1811 Blaufelden  |
| Gmünd       | III S           |                      |
| Hall        | III S           |                      |
| Heidenheim  | III S           |                      |
| Künzelsau   | III S           | bis 1811 Ingelfingen |
| Mergentheim | III T           |                      |
| Neresheim   | III T           |                      |
| Öhringen    | III T           |                      |
| Schorndorf  | III T           |                      |
| Welzheim    | III T           | bis 1819 Lorch       |